# 못말리는 패밀리

못말리는 패밀리(Arrested Development)는 미국 FOX에서 방영된 시트콤이다. 2003년 11월 2일부터 방영되어 2006년 2월 10일 시즌 3를 끝으로 종영하였다가 7년후인 2013, 2018~2019년에 넷플릭스에서 시즌 4~5가 방영되었다. 미첼 허위츠(Mitchell Hurwitz)가 기획하였으며, 론 하워드가 총감독과 내레이션을 맡았다. 2003년 첫 시즌 방송 이후 6번의 에미상과 한번의 골든 글로브상을 수상했다.

## 등장인물

### 주요 등장인물
- 마이클 블루스(Michael Bluth)는 이 시트콤의 주인공이다. 제이슨 베이트먼이 연기하였다.
- 조지 마이클 블루스(George Micheal Bluth)는 마이클 블루스의 아들이다. 마이클 세라가 연기하였다.
- 조지 블루스 시니어(George Bluth Sr.)는 마이클 블루스의 아버지로, 블루스 사의 설립자이다. 제프리 탬버가 연기하였다.
- 루실 블루스(Lucille Bluth)는 마이클 블루스의 어머니이자 조지 블루스 시니어의 아내이다. 제시카 월터가 연기하였다.
- 조지 오스카 블루스 2세(George Oscar Bluth II)는 마이클 블루스의 형으로, 마술사이다. 본명보다는 약자 좁(G.O.B.)이라는 이름으로 더 자주 불린다. 윌 아넷이 연기하였다.
- 바이런 "버스터" 블루스(Byron "Buster" Bluth)는 마이클 블루스의 동생이다. 토니 헤일이 연기하였다.
- 린지 블루스 퓐케(Lindsay Bluth Fünke)는 마이클 블루스의 누나이다. 포셔 드 로시가 연기하였다.
- 토바이어스 퓐케(Tobias Fünke)는 린지의 남편이다. 데이비드 크로스가 연기하였다.
- 메이 "메이비" 퓐케(Mae "Maeby" Fünke)는 린지와 토바이어스 부부의 딸이다. 앨리아 쇼캇이 연기하였다.